# Chiesa della Santissima Annunziata (Magliano in Toscana)
La chiesa della Santissima Annunziata è un edificio sacro situato a Magliano in Toscana, all'esterno della cinta muraria.

## Storia e descrizione

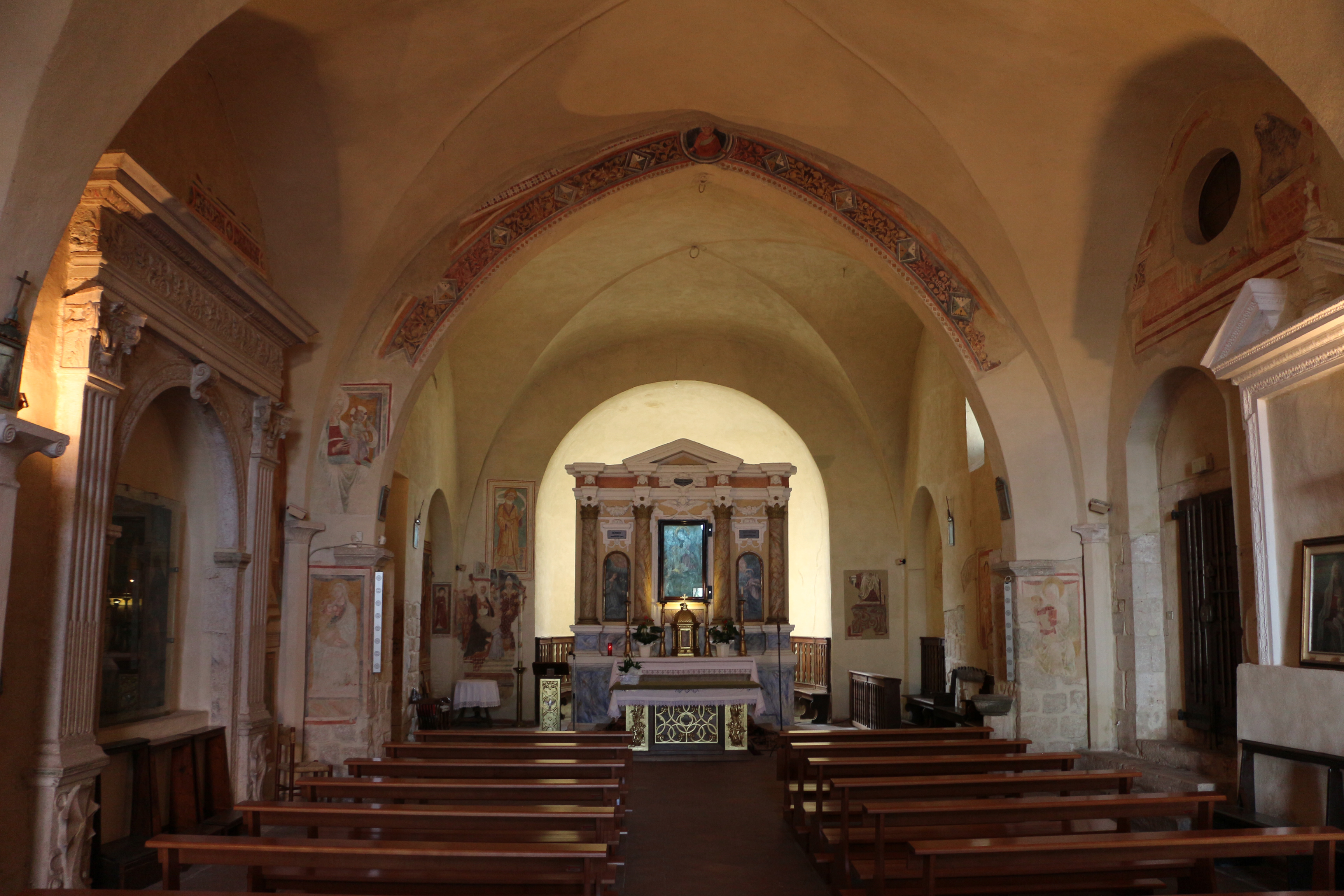
Interno

Il primitivo oratorio era un piccolo ambiente a pianta quadrata con l'ingresso principale dall'attuale portale laterale. Nel corso del Quattrocento l'edificio fu ampliato con l'aggiunta della campata anteriore ed arricchito dalla decorazione affrescata.
La chiesa ha una semplice facciata a capanna con oculo centrale e un portale in travertino; l'interno a navata unica è scandito da arcate ogivali. Sull'altare maggiore l'opera di maggior spicco della chiesa: la tavola di Neroccio di Bartolomeo de' Landi con la Madonna che allatta il Bambino, considerata uno dei vertici dell'attività tarda del pittore (1490-'95). Alle pareti molti affreschi devozionali dei secoli XIV, XV e XVI, alcuni di notevole fattura umbro-senese. Una pala d'altare con la Madonna col Bambino in trono, Sant'Antonio Abate, Sebastiano, Rocco e altro Santo diacono, di scuola pistoiese di inizio del Cinquecento, attribuito a Bernardino del Signoraccio, è poi un recente dono affidato dalla famiglia Frescobaldi, proprietaria di una vasta tenuta viticola nella zona.